# Joachim Christoph Mandischer

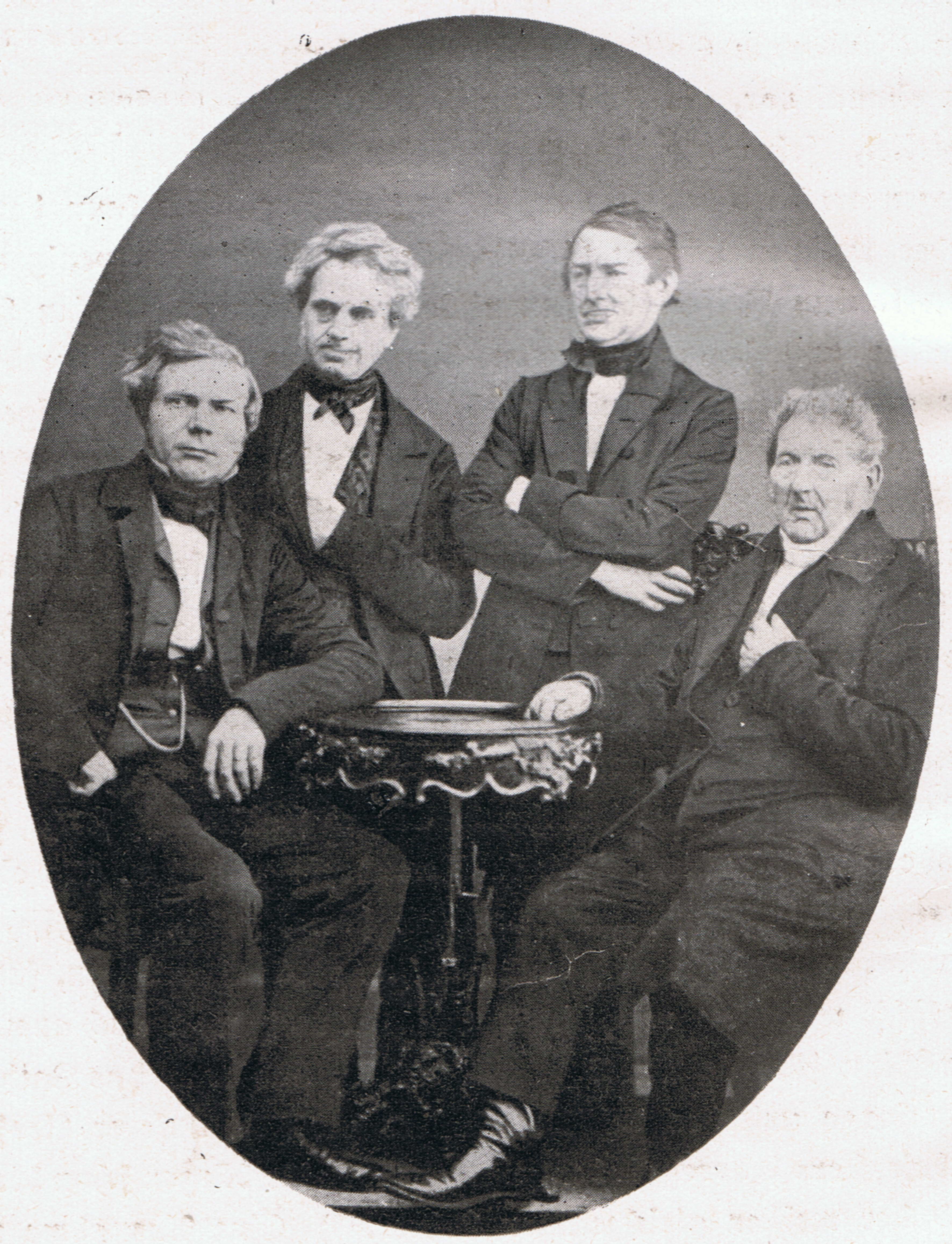
Lübecker Organisten im Jahre 1848, von links nach rechts: Hermann Jimmerthal (1809–1886), Johann Daniel Zacharias Burjam (1802–1879), Johann Jochim Diedrich Stiehl (1800–1872, Vater von Carl Stiehl), Joachim Christoph Mandischer

Joachim Christoph Mandischer (* 16. April 1774 in Lübeck; † 3. Mai 1860 ebenda) war ein deutscher Organist und der letzte Lübecker Ratsmusiker.

## Leben
Er war Sohn des Ratsmusikers und Türmers der Marienkirche Christoph Meinhard Mandischer (1742–1796). Seine Ausbildung erhielt er wahrscheinlich von seinem Vater. 1791 wurde er Organist der Aegidienkirche und 1796 nach dem Tode seines Vaters Ratsmusiker und Türmer der Marienkirche. Seit dem späten 17. Jahrhundert war die Stelle des Organisten an St. Aegidien mit der eines Ratsmusikers verbunden. Mandischer war bei der Neuordnung des Lübecker Musikwesens 1815 einer der vier noch vorhandenen Ratsmusiker und behielt Titel und Vergütung auf Lebenszeit. Er war wie alle Ratsmusiker auf verschiedenen Instrumenten versiert und galt als vorzüglicher Cellist. Als solcher nahm er am Geistlichen Musikfest 1818 in Hamburg teil. Organist an der Aegidienkirche blieb er bis zu seinem Ruhestand im Jahr 1856. Bei seinem Tod 1860 war er der letzte Ratsmusiker. Seine Wohnung war im alten Marienwerkhaus auf dem Marienkirchhof (MQ 213).
Aus seinem Nachlass kamen verschiedene Musikinstrumente in die Sammlung des Lübecker Museums (jetzt im St.-Annen-Museum), darunter ein elfenbeinerner Zink, der sich seit Generationen im Besitz der Ratsmusikerfamilie befunden hatte. Hermann Jimmerthal vermerkte, dass Mandischer am Sonnabend Abend um 9 Uhr regelmäßig auf dem Zinken vom Thurm geblasen habe. Mandischer hatte die jahrhundertealten Traditionen des Turmblasens und des Zinkenspiels noch bis in die 1850er Jahre aufrechterhalten.